# Rybi Ostrów
Rybi Ostrów (także Wyspa Wejściowa, do 1945 niem. Goldfischwerder) – mała wyspa odrzańska w Dolinie Dolnej Odry, w granicach administracyjnych miasta Szczecina, w pobliżu północnej granicy miasta. Wysepka otoczona jest wodami Odry i jej lewego ramienia Wietliny.
Obszar wyspy jest objęty granicami obszaru „Ujście Odry i Zalew Szczeciński” sieci Natura 2000.
Nazwę Rybi Ostrów wprowadzono urzędowo w 1949 roku, zastępując poprzednią niemiecką nazwę Goldfischwerder.